# Prochloron
Prochloron je rod sinic, někdy řazený mezi takzvané prochlorofyty. Jeho zástupci žijí v tropických mořích v symbióze uvnitř těl sumek (Ascidiacea). Další zajímavost skutečností jsou fotosyntetické pigmenty vyskytující se v buňkách tohoto rodu: podobně jako o ostatních tzv. prochlorofytů je to nejen chlorofyl a, ale i chlorofyl b, zatímco fykobiliproteiny mu chybí.